# Hôtel d'Estienne-de-Saint-Jean
L'hôtel d'Estienne-de-Saint-Jean est un hôtel particulier situé au 17 de la rue Gaston-de-Saporta à Aix-en-Provence, en France. Il abrite depuis 1933 le musée du Vieil-Aix.
Ce bâtiment ne doit pas être confondu avec l'hôtel d'Estienne de Saint Jean de la Salle, situé au n°29 de la même rue.

## Construction et origines
L'hôtel d'Estienne-de-Saint-Jean a été construit aux alentours de 1671, semble-t-il par Pierre Puget auquel on attribue aussi l'hôtel de Boyer d'Éguilles et l'hôtel de Grimaldi-Régusse[réf. nécessaire].
Il doit son nom à François d'Estienne, seigneur de Montfuron et de Saint-Jean-de-la-Salle qui l'habitait avant l'aménagement. Sous la Ligue, d'Estienne, qui se réclamait du protestantisme, avait pris parti pour Henri III, puis pour Henri IV, ce qui lui valut d'être contraint à fuir Aix.
L'hôtel, construit dans la partie antique de la ville (Bourg Saint-Sauveur), présente un plan des plus compliqués. En effet, il fut édifié à partir de deux maisons contigües appartenant, au XVIIè siècle, à deux veuves: Éléonore Murot et Claire Passart. En 1660, à la suite de fortes pluies, la maison Murot menaçait de devenir une ruine, risquant d'entraîner la seconde. Mme Passart acheta alors une partie de la maison Murot mitoyenne, laissant le reste à un voisin, Auguste Reynaud. L'examen de la façade de l'hôtel sur la rue des Brémondi montre l'imbrication et le chevauchement des pièces d'étage en étage entre les deux maisons.
La veuve Murot meurt en 1662, laissant un imbroglio successoral duquel Charles d'Estienne de Saint-Jean restera le dernier héritier.
En 1664, les Martigny, héritiers du nom et de la fortune des d'Estienne de Saint-Jean, en deviennent propriétaires en la personne de Joseph de Martigny, qui en confie la réalisation à l'architecte Pierre Puget.
L'hôtel devient la propriété de la ville d'Aix en 1922 grâce à un legs de Marie d'Estienne de Saint-Jean. En 1933, le musée du Vieil-Aix y ouvre ses portes. L'édifice est classé monument historique en 1937.

## Description du bâtiment

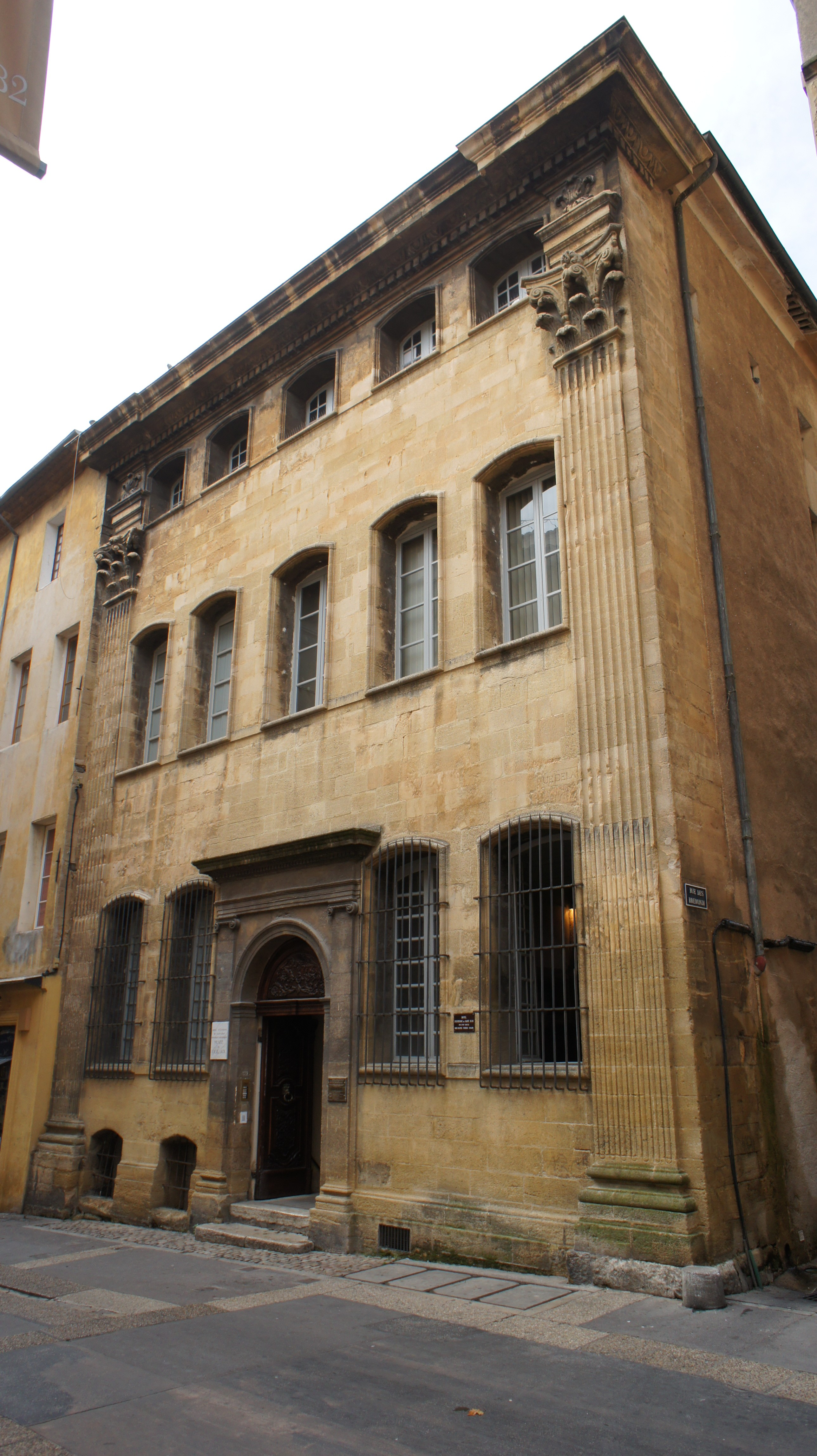
Façade de l'hôtel d'Estienne de Saint-Jean

La façade à pilastres cannelés et à chapiteaux corinthiens donne de l'esthétisme à un mur sévère et sobre. La porte actuelle date du XVIIIe siècle. Elle est surmontée d'un fronton.
Le premier élément qui frappe, à l'intérieur, est l'escalier et sa rampe en fer forgé de style Louis XIV. Un vestibule sobre y conduit, surmonté par un large arc en anse de panier. À eux deux, le vestibule et la cage d'escalier représentent presque toute la surface du rez-de-chaussée. Au rez-de-chaussée aussi, la coupole peinte d'un charmant boudoir est attribuée à l'atelier du peintre Jean Daret (vers 1675). On y remarque des amours portant des corbeilles de fleurs. À côté, une petite pièce, qui pourrait avoir été une salle de bains, possède un carrelage en vieux-Naples. Dans l'escalier trône un buste de Louis XIV.
Au XIXe siècle, des locaux sont construits dans le vestibule, masquant l'arcade en plein cintre. Une restauration ultérieure rétablit les choses dans leur état primitif.
Grâce à l'établissement du musée du Vieil-Aix, l'hôtel d'Estienne-de-Saint-Jean a gardé une bonne partie de son décor et de son mobilier d'antan.

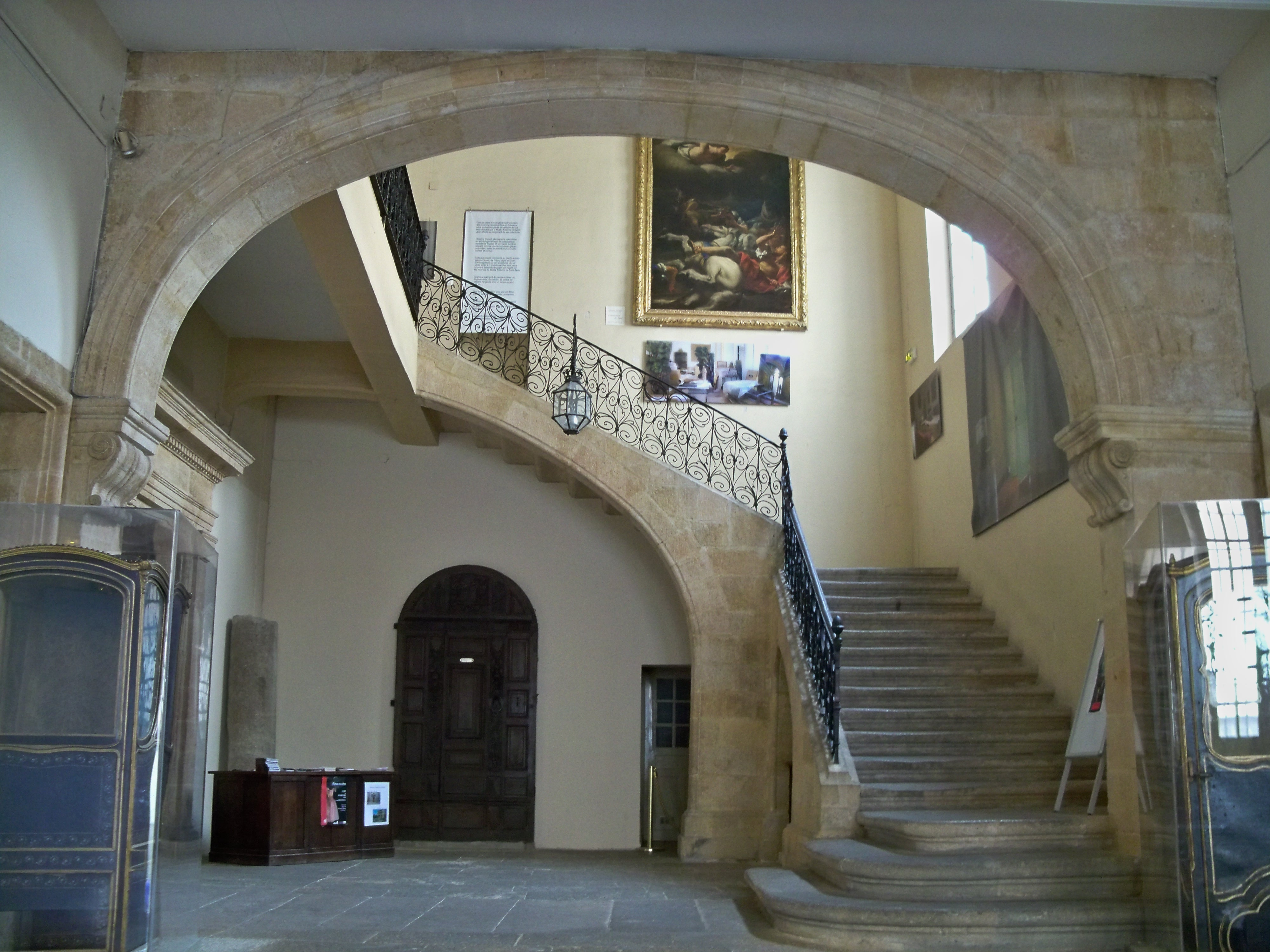
Escalier de l'hôtel d'Estienne de Saint-Jean.
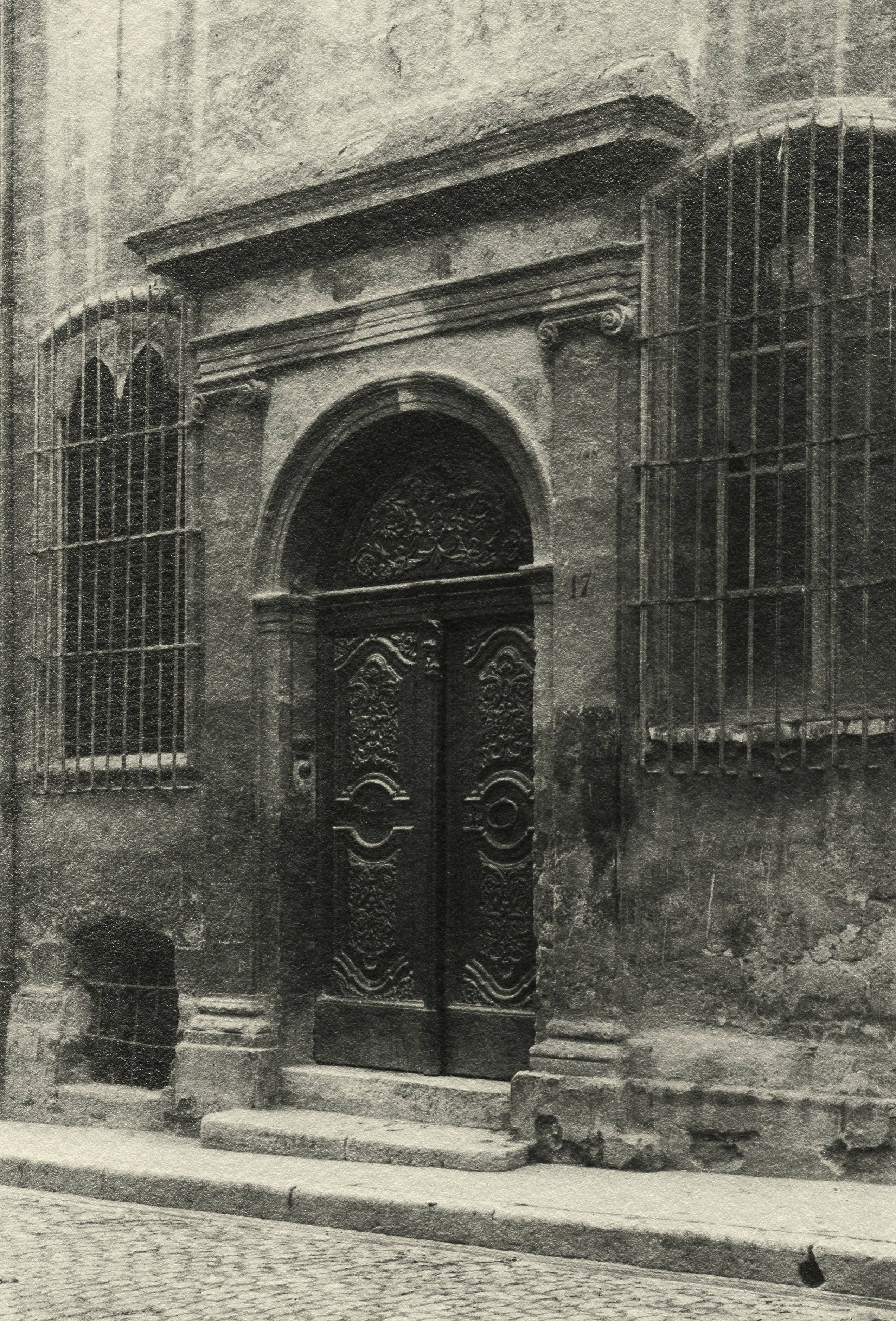
Portail de l'hôtel d'Estienne de Saint Jean, 1926, par James D. Basey.
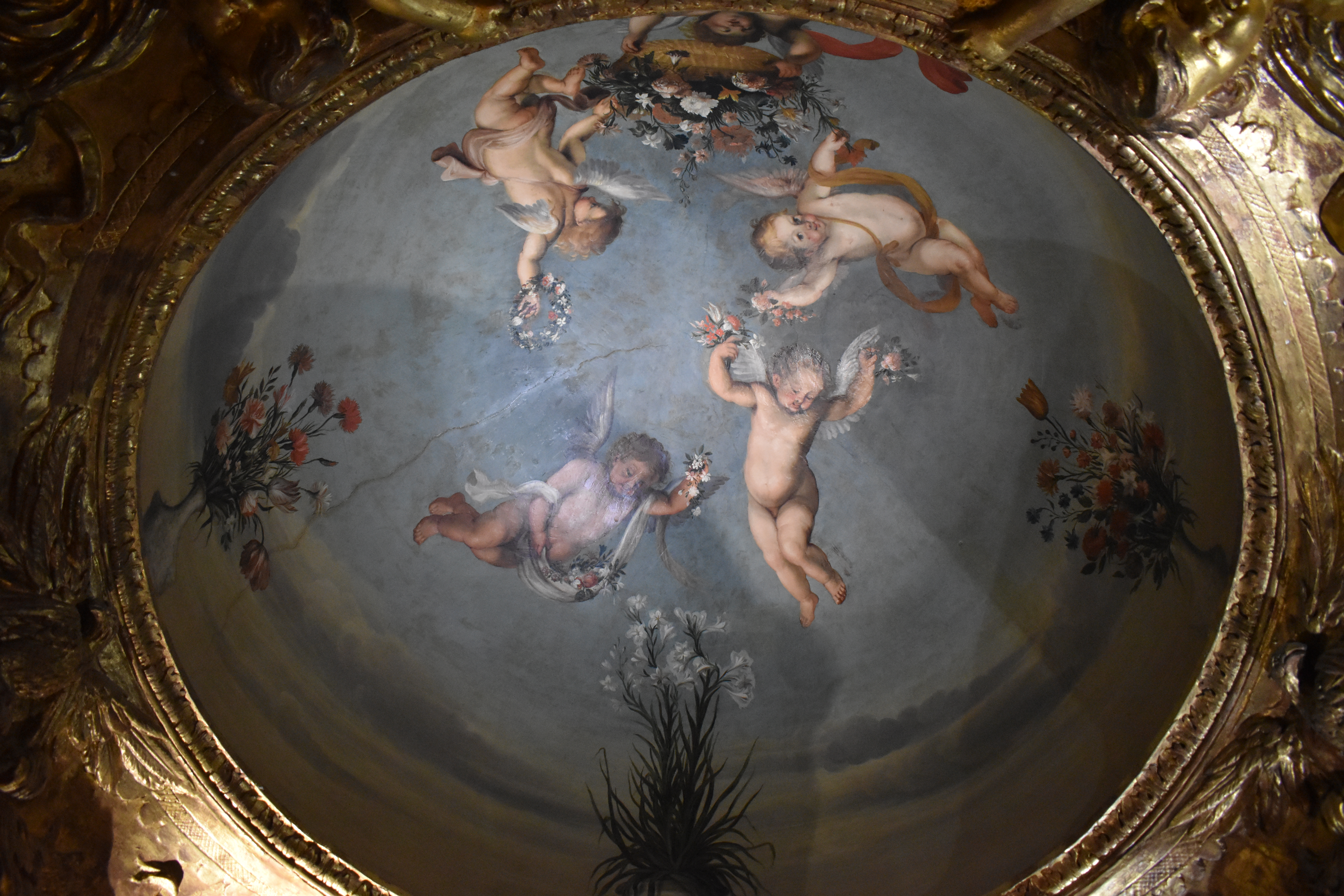
Cabinet à coupole.
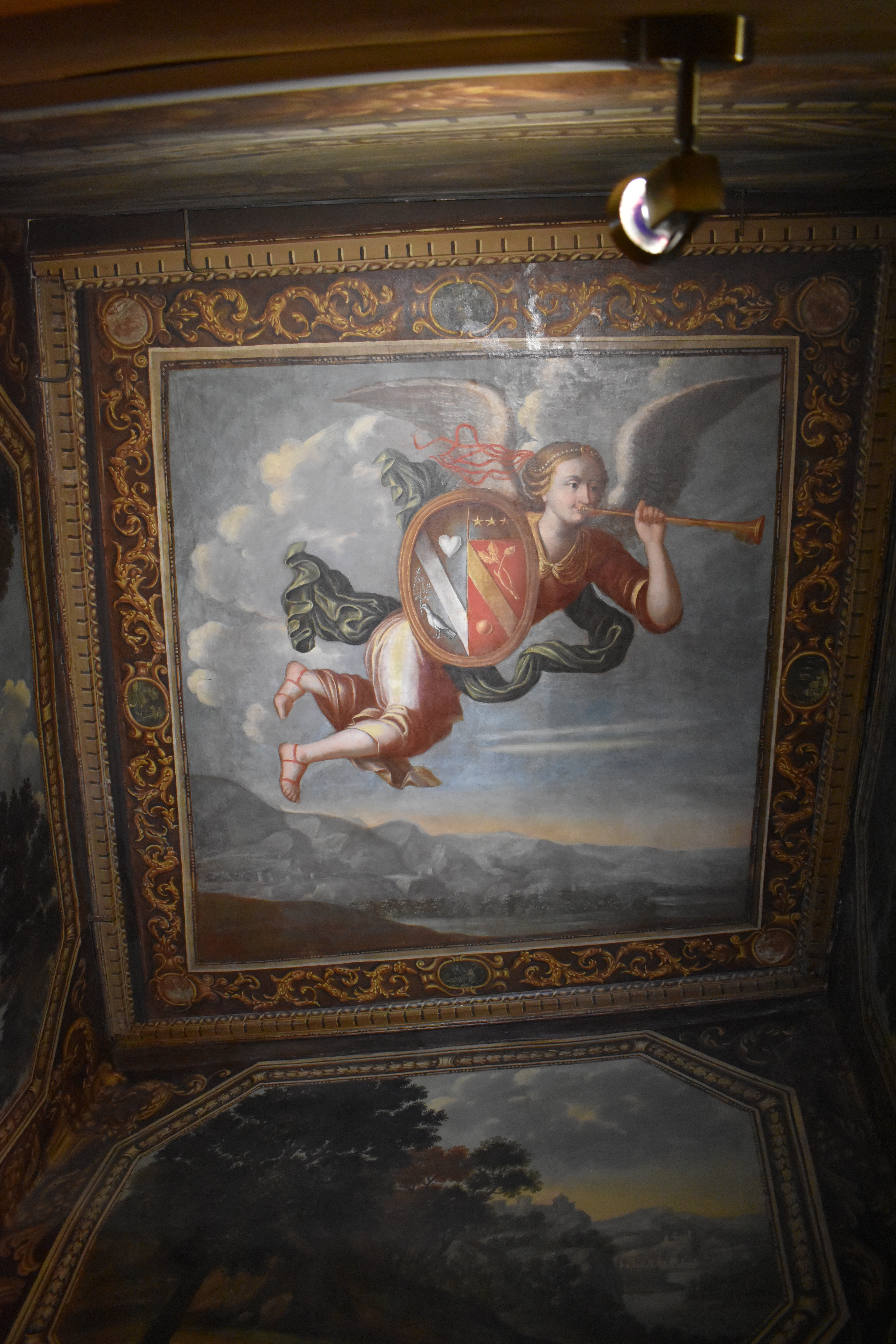
Cabinet des livres.